# Trek (Oblast' autonoma ebraica)
Trek (in lingua russa Трек) è un centro abitato dell'Oblast' autonoma ebraica, situato nell'Oblučenskij rajon.